# Felice
Felice ist ein geschlechtsneutraler Vorname, der auch als Familienname vorkommt.

## Herkunft und Bedeutung

### Männlicher Vorname
Als männlicher Vorname ist Felice [fe.ˈli.t͡ʃe] die italienische Variante von Felix.

### Weiblicher Vorname
Als weiblicher Vorname ist Felice [fə.ˈlis] eine deutsche, mittelalterlich-englische und mittelalterlich-italienische Variante von Felicia.

## Verbreitung
Der Name Felice ist vor allem in Italien und der Schweiz und als Männername verbreitet.
In Deutschland ist der Name selten und wird überwiegend als Frauenname vergeben. Zwischen 2010 und 2021 wurde er nur etwa 400 Mal als erster Vorname vergeben.

## Varianten
Für Varianten: siehe Felix#Varianten bzw. Felicia (Vorname)#Varianten

## Namensträger

### Männlicher Vorname
- Felice Alessandri (1747–1798), italienischer Cembalist und Opernkomponist
- Felice Anerio (1560–1614), italienischer Komponist
- Felice Ba Htoo (* 1963), myanmarischer römisch-katholischer Geistlicher
- Felice Beato (1832–1909), italienischer Fotograf
- Felice Bennati (1856–1924), istrianischer Politiker und Anwalt
- Felice Besostri (1944–2024), italienischer Jurist und Politiker
- Felice Bonetto (1903–1953), italienischer Automobilrennfahrer
- Felice Borel (1914–1993), italienischer Fußballspieler und -trainer
- Felice Brusasorzi (1539/40–1605), italienischer Maler des späten Manierismus
- Felice Canelli (1880–1977), italienischer römisch-katholischer Priester
- Felice Carena (1879–1966), italienischer Maler
- Felice Carena (1885–1937), italienischer Komponist
- Felice Casorati (1835–1890), italienischer Mathematiker
- Felice Casorati (1883–1963), italienischer Maler
- Felice Contelori (1588–1652), Präfekten des Vatikanischen Apostolischen Archivs
- Felice Fanetti (1914–1974), italienischer Ruderer
- Felice Farina (1954–2023), italienischer Schauspieler, Drehbuchautor und Filmregisseur
- Felice Filippini (1917–1988), Schweizer Schriftsteller und Maler
- Felice Fontana (1730–1805), italienischer Naturwissenschaftler
- Felice Giani (1758–1823), italienischer Maler und Innenarchitekt des Neoklassizismus
- Felice Giardini (1716–1796), italienischer Violinist, Komponist und Operndirektor
- Felice Gimondi (1942–2019), ehemaliger italienischer Radrennfahrer
- Felice Leonardo (1915–2015), römisch-katholischer Bischof von Cerreto Sannita-Telese-Sant’Agata de’ Goti
- Felice Lombardi (1791–1863), Schweizer Politiker und Leiter des Hospizes auf dem Gotthardpass
- Felice Milano (1891–1915), italienischer Fußballspieler
- Felice Nazzaro (1881–1940), italienischer Automobilrennfahrer
- Felice Orsini (1819–1858), italienischer Rechtsanwalt und Attentäter
- Felice Picano (1944–2025), US-amerikanischer Schriftsteller und Verleger
- Felice Piccolo (* 1983), italienischer Fußballspieler
- Felice Puttini (* 1967), Schweizer Radrennfahrer
- Felice Quinto (1929–2010), italienischer Fotograf
- Felice Romani (1788–1865), italienischer Autor und Librettist
- Felice Salimbeni (≈1712–1755), italienischer Opernsänger (Kastrat/Sopran)
- Felice Soldini (1915–1971), Schweizer Fußballspieler
- Felice Torelli (1667–1748), italienischer Maler aus der Künstlerfamilie Torelli
- Felice Varini (* 1952), Schweizer bildender Künstler
- Felice Vecchione (* 1991), deutsch-italienischer Fußballspieler
- Felice Vinci (* 1946), italienischer Atomingenieur und Amateurhistoriker
- Felice Zenoni (* 1964), Schweizer Filmemacher, Moderator und Sprecher

Zwischenname:
- Evaristo Felice Dall’Abaco (1675–1742), italienischer Violinist, Cellist und Komponist
- Carlo Felice Trossi  (1908–1949), italienischer Automobilrennfahrer

### Weiblicher Vorname
- Felice Bauer (1887–1960), die Verlobte von Franz Kafka
- Félice Jankell (* 1992), schwedische Schauspielerin
- Felice Mueller (* 1989), US-amerikanische Ruderin
- Felice Rix-Ueno (1893–1967), österreichische Malerin, Grafikerin und Textilkünstlerin
- Felice della Rovere (1483–1536), italienische Renaissancefürstin, uneheliche Tochter von Papst Julius II. und Lucrezia Normanni
- Felice Schragenheim (1922–1945), deutsche Journalistin
- Felice Schwartz (1925–1996), US-amerikanische Autorin, Feministin und Fürsprecherin für Frauen und Minderheiten

Zwischenname
- Renée Felice Smith (* 1985), US-amerikanische Schauspielerin

### Familienname
- Arnaldo de Felice (* 1965), italienischer Oboist und Komponist
- Carlo Alberto Felice (1886–1949), italienischer Filmkritiker und Regisseur
- Emidio De Felice (1918–1993), italienischer Linguist, Romanist und Namenforscher
- Ernie Felice (1922–2015), US-amerikanischer Jazz-Akkordeonist
- Felix Mayer-Felice (1876–1929), deutscher Porträtmaler
- Fortunato Bartolomeo De Felice (1723–1789), italienisch-schweizerischer Enzyklopädist
- Giuseppe de Felice Giuffrida (1859–1920), italienischer Politiker und Journalist
- Guillaume de Felice (1803–1871), Schweizer evangelischer Geistlicher und Hochschullehrer
- Lionello De Felice (1916–1989), italienischer Drehbuchautor und Regisseur
- Nik Felice (* 1980), deutsch-nigerianischer Schauspieler, Sänger und Songwriter
- Philippe de Félice (1880–1964), französischer Theologe und Psychologe
- Renzo De Felice (1929–1996), italienischer Historiker